# Karl Spooner
Karl Benjamin Spooner, ameriški poklicni bejzbolist, * 23. junij 1931, Oriskany Falls, New York † 10. april 1984, Vero Beach, Florida.
Spooner je bil poklicni metalec v Glavni bejzbolski ligi.

## Življenjepis
Leta 1951 je kot ljubiteljski prosti igralec podpisal za moštvo Brooklyn Dodgers. V ligi MLB je prvič zaigral 22. septembra 1954, zadnjič pa 3. oktobra 1955, ko je v vlogi začetnega metalca nastopil na 6. tekmi Svetovne serije tistega leta.
Veliko ocenjevalcev talentov je po njegovi novinski sezoni leta 1954 menilo, da bo Spooner postal naslednja zvezda lige. Medtem, ko je za moštvo začel le dve tekmi, pa je obe tudi zaključil in to kar brez dovoljenega teka. Skupno je na teh dveh tekmah dovolil vsega sedem udarcev v polje in na svoji prvi tekmi z udarci izločil petnajst odbijalcev. Ta rekord je leta 1971 izenačil J. R. Richard, približal pa se mu je še Stephen Strasburg leta 2011 s štirinajstimi izločitvami z udarci.
Nato pa je Spoonerjeva kariera doživela nenaden preobrat. Med spomladanskim uigravanjem pred sezono 1955 je v tekmo vstopil nepravilno ogret. Posledica tega je bila resna poškodba roke, ki ga je omejila na vsega 29 tekem skozi preostanek njegove kariere. Pred poškodbo je svojo hitro žogo zavrtel s hitrostmi, ki so se približevale 160 km/h, kar je bilo za tiste čase skorajda nepredstavljivo.